# Лобуренко, Евгений Иванович
Евгений Иванович Лобуренко  (2 марта 1928 года, Киев — 15 января 1997 года, Киев) — украинский альтист, заслуженный деятель искусств Украинской ССР. Профессор киевской консерватории (ныне Национальная музыкальная академия Украины имени П. И. Чайковского, 1993—1997).

## Биография
Евгений Иванович Лобуренко родился 2 марта 1928 года в Киеве. В 1953 году окончил Киевскую консерваторию (классы педагогов С. Дашака и С. Вакса). С 1965 года работал преподавателем консерватории, с 1993 года — профессор Киевской консерватории.
В 1953—1964 годах Евгений Иванович Лобуренко работал солистом оркестра оперной студии Киевской консерватории. С 1964 по 1988 год работал в аппарате Министерства культуры УССР. По его инициативе и участии на Украине был создан ряд скрипичных ансамблей в музыкальных учебных заведениях.
Среди воспитанников профессора — альтисты В. Барабанов, С. Ковальчук, В. Петряков. Лобуренко Евгений Иванович скончался 15 января 1997 года в Киеве в возрасте 69 лет.

## Труды
Лобуренко Евгений Иванович является автором сборников:
- «Скрипичные ансамбли» (редактор, в соавторстве) — Киев, 1980;
- «Салют над Отечеством» (сборник песен, ансамбль с хором; с сопровождением флейты) (составитель сборника), Киев, 1990.